# Nadine Alari
Pour les articles homonymes, voir Boverie et Alari.
Bernadette Boverie, dite Nadine Alari, est une actrice et auteure française, née le 23 février 1927 à Paris 12e (Seine), où elle est morte le 24 novembre 2016.

## Biographie

### Origines et formation
Bernadette Nicole Frédérique Boverie naît au domicile de ses parents, non loin de la place de la Nation. Elle est l’unique enfant de Henri Boverie, architecte-décorateur, et de Christiane Verger (1903-1974), dite Maud Lélih, qui composa la musique de plusieurs chansons (entre autres pour Cora Vaucaire et Barbara), ainsi que sur des textes de Jacques Prévert.
Alari est le nom de jeune fille de sa grand-mère paternelle dont elle changea l'orthographe, Nadine étant son prénom usuel dès sa naissance, qu’on lui choisit en lieu et place de Bernadette de l'état civil.
Elle s'est essayée d'abord dans le journalisme puisque, encore au lycée, elle a fondé en 1937 le journal Le Trèfle, dont un des dix abonnés était Suzy Solidor, et le principal supporter Noël-Noël, un ami de ses parents.
Après ses études secondaires et alors que Nadine Alari vient de passer la première partie de son baccalauréat, elle découvre que la comédie existe. Elle s'inscrit chez René Simon. Elle est formée au cours Simon durant un an et demi tout en commençant à jouer et à tourner. Elle y fait la connaissance de Maurice Merleau-Ponty, auteur connu et ami de Jean-Paul Sartre, avec qui elle potassait sa « philo » tout en s'amusant.
Elle échoue à l'entrée du Conservatoire national supérieur d'art dramatique, ce qui ne l’empêche pas de faire ses débuts sur scène.

### Carrière
Nadine Alari débute au théâtre de la Gaîté-Montparnasse, qui était dirigé à l'époque par Agnès Capri, dans Zig-zag, spectacle composé de sketches musicaux, de parodies, de tours de chant et de récitals poétiques. Elle y récite des poèmes inédits de Jacques Prévert, des scènes d'Alphonse Allais et de Georges Neveux et elle rencontre Tania Balachova qui lui donnera quelques cours particuliers,.
En 1945, âgée de 18 ans, on lui donne son premier rôle au cinéma : elle interprète la fille de Louis Seigner, dans un film de guerre sur la Résistance qui se déroule à Amiens ; il s’agit de Jéricho de Henri Calef, qui relate l’opération Jéricho, de sauvetage de prisonniers devant être exécutés dans la prison locale. Elle enchaîne rapidement avec un autre film relatif à la Résistance où elle incarne la fille cette fois de Noël-Noël, Le Père tranquille, de René Clément, où elle rencontre le jeune acteur José Artur, son frère dans le film, avec qui elle entretiendra une amitié durable. La même année, elle apparaît aussi, mais furtivement, dans le premier film d’Alain Resnais, un court métrage nommé Ouvert pour cause d'inventaire : elle y côtoie notamment Gérard Philipe ou Danièle Delorme.
Par ailleurs, au théâtre, en 1946 elle entre pour un an dans la compagnie Renaud-Barrault qui vient de s’installer au théâtre Marigny. Elle commence avec Hamlet qu’elle joue avec Jean-Louis Barrault (il interprète le rôle-titre, tout en assurant la mise en scène). Elle y reste un an, mais y reviendra très régulièrement.
En 1947, elle figure dans la distribution des Amants du pont Saint-Jean, d’Henri Decoin, avec Michel Simon et Gaby Morlay.
Elle est lauréate du prix Suzanne-Bianchetti en 1951.
Nadine Alari est également une grande voix de doublage. Elle a ainsi doublé des stars américaines, notamment Maureen O'Hara, Eleanor Parker, Kim Novak, Ava Gardner et Greta Garbo.
Nadine Alari participe, entre 1960 et 1962, à cinq enregistrements sonores gravés sur microsillon 45 ou 33 tours.
Elle participe à des documentaires ou des « causeries » filmées pour la télévision (ORTF), entre autres : Le Temps du ghetto de Frédéric Rossif, Histoire des conditions de travail ou Un travail, des travaux... un siècle d'images de Georges Pessis, et encore Bestiaire d'amour du réalisateur Gerald Calderon avec Jean Rostand, comme auteur-adaptateur.
Elle a aussi une autre passion, la photographie. En 1965, elle part photographier des animaux en Roumanie, passant des heures immobile pour prendre un cliché. Elle a fait également des photos de théâtre.
En 1996, elle est éditeur scientifique d'un livre de Carlo Goldoni (1707-1793) : Sior Todero Brontolon ou le Vieux Tracassier, où elle ajoute des textes français et des notes.
Nadine Alari rend hommage à l'acteur français Gérard Philipe (1922-1959), avec qui elle avait tourné Le Joueur de Claude Autant-Lara, lors du 50e anniversaire de sa mort le 3 mai 2010 au théâtre Chaillot de Paris.
Lors d'un entretien avec Yvan Foucart le 5 mars 2010, elle avouait avoir eu beaucoup de chance professionnelle à ses débuts :
« J'avoue avoir quelque peu négligé mon parcours. J'en suis en grande partie responsable me laissant porter par la facilité des chances qui m'étaient offertes à mon tout début sans trouver en moi l'exigence qui aurait été nécessaire... »
Nadine Alari travaille fréquemment avec le metteur en scène Franck Berthier, notamment dans des pièces de Goldoni, Strindberg ou Tchekhov ; il met aussi en scène la pièce dont elle est l'auteur, Les Apparents,,, en 2012 au théâtre Le Petit Louvre dans le cadre du Festival d'Avignon.
Son agent a été AA - Agents associés Gilles Merlé.

### Mort et hommages
Nadine Alari meurt à Paris des suites d'une longue maladie le 24 novembre 2016, entourée de ses amis, et en particulier du metteur en scène Franck Berthier. Son corps est crématisé au crématorium du cimetière du Père-Lachaise (Paris 20e), le 7 décembre 2016,,.
Martine Sarcey disait d'elle : « Nadine Alari, la plus belle femme de sa génération, engagée dans tous les combats contre l'injustice à travers le monde : Chili, Afrique et autres… Douée pour plusieurs vies : théâtre, photos, reportages… Et avec tout ça, pour l'amitié longue-durée. Bref, quelqu'un de rare dont je suis fière d'être une amie ! ».

## Filmographie

### Cinéma

#### Longs métrages
- 1945 : Jéricho d'Henri Calef
- 1946 : Ouvert pour cause d'inventaire d'Alain Resnais (film amateur inédit)
- 1946 : Le Père tranquille de René Clément : Monique Martin
- 1947 : Les Amants du pont Saint-Jean d'Henri Decoin
- 1949 : L'Invité du mardi de Jacques Deval
- 1950 : L'Homme de joie de Gilles Grangier
- 1950 : Caroline chérie de Richard Pottier
- 1951 : La Plus Belle Fille du monde de Christian Stengel
- 1951 : Le Dindon de Claude Barma
- 1951 : Un grand patron d'Yves Ciampi
- 1954 : Madame du Barry de Christian-Jaque
- 1954 : Passion de femmes de Hans Herwig
- 1955 : Les Mains liées de Aloysius Vachet, Roland Quignon et Paul Vandenberghe
- 1958 : Le fauve est lâché de Maurice Labro
- 1958 : Le Joueur de Claude Autant-Lara
- 1959 : Prisonniers de la brousse de Willy Rozier
- 1960 : Il suffit d'aimer de Robert Darène
- 1961 : Le Soleil dans l'œil de Jacques Bourdon
- 1965 : Compartiment tueurs de Costa-Gavras
- 1967 : Lagardère de Jean-Pierre Decourt
- 1967 : Le Bossu de Jean-Pierre Decourt - version en deux époques (avec le titre précédent) pour le cinéma d'un feuilleton télévisé
- 1967 : Les Risques du métier d'André Cayatte
- 1968 : Le Sergent (The Sergeant) de John Flynn
- 1969 : Les Caprices de Marie de Philippe de Broca
- 1970 : Rêves érotiques (Amour) de Gabriel Axel
- 1971 : Un peu de soleil dans l'eau froide de Jacques Deray
- 1975 : Marie Tudor de Claude Dagues
- 1977 : Diabolo Menthe de Diane Kurys : "Madame le censeur" du lycée Jules-Ferry
- 1978 : Une histoire simple de Claude Sautet
- 1981 : Josepha de Christopher Frank
- 1983 : Flics de choc de Jean-Pierre Desagnat
- 1989 : Christian de Gabriel Axel
- 1991 : La Sentinelle d'Arnaud Desplechin
- 2001 : L'Adversaire de Nicole Garcia
- 2006 : Pars vite et reviens tard de Régis Wargnier
- 2008 : Made in Italy de Stéphane Giusti, Ada Vanini
- 2015 : Arnaud fait son deuxième film d'Arnaud Viard, la mère d'Arnaud[18]

#### Courts métrages
- 1955 : Les Fugues de Mahmoud de Roger Leenhardt
- 1982 : Room service de Boris Bergman
- 1993 : Le Linge sale de Muriel Teodori
- 1996 : Retour de Chine d'Eric Trotta
- 2008 : Rendez-vous au tas de sable, de Nicolas Bikialo, la mère ; court métrage de 27 minutes[19].

### Télévision
- 1956 : En votre âme et conscience, épisode L'Affaire de Bitremont de Jean Prat et Claude Barma
- 1961 : L'Avoine et l'Oseille (Les Cinq Dernières Minutes no 22) de Claude Loursais
- 1962 : La caméra explore le temps, épisode La conjuration de Cinq Mars  de Guy Lessertisseur : Marion Delorme
- 1964 : Rocambole de Jean-Pierre Decourt (série)
- 1966 : Le Chevalier d'Harmental et la fille du Régent de Jean-Pierre Decourt (série)
- 1966 : Les Cinq Dernières Minutes, épisode Pigeon vole de Claude Loursais
- 1967 : Lagardère de Jean-Pierre Decourt, exploité au cinéma
- 1969 : Les Trois portes téléfilm d'Abder Isker : Elisa
- 1970 : Au théâtre ce soir : Les croulants se portent bien de Roger Ferdinand, mise en scène Robert Manuel, réalisation Pierre Sabbagh, théâtre Marigny
- 1971 : Arsène Lupin : Le bouchon de cristal téléfilm de Jean-Pierre Decourt : Clarisse
- 1972 : Au théâtre ce soir : Les Français à Moscou de Pol Quentin, mise en scène Michel Roux, réalisation Georges Folgoas, théâtre Marigny
- 1972 : Le Père Goriot réalisé par Guy Jorré d'après Honoré de Balzac : la vicomtesse de Beauséant
- 1973 : Un tyran sous la pluie de Philippe Arnal
- 1973 : Le Double Assassinat de la rue Morgue de Jacques Nahum
- 1974 : Schulmeister, l'espion de l'empereur de Jean-Pierre Decourt, la Conspiration Malet, Sophie Trébuchet Hugo
- 1975 : Les Cinq Dernières Minutes, saison 2, épisode Patte et griffe de Claude Loursais : Madeleine
- 1975 : Paul Gauguin de Roger Pigaut
- 1977 : Un juge, un flic de Denys de La Patellière, première saison (1977), épisode : un taxi pour l'ombre, Mme de Veuillot[20]
- 1978 : Les Brigades du Tigre, épisode L'ange blanc de Victor Vicas : Suzanne Chaumette
- 1980 : Docteur Teyran de Jean Chapot
- 1980 : Les Cinq Dernières Minutes Claude Loursais, épisode La boule perdue
- 1981 : Messieurs les jurés, L'Affaire Baron de Boramy Tioulong
- 1985 : La Reverdie de Philippe Condroyer
- 1985 : Châteauvallon, de Serge Friedman, Paul Planchon et Emmanuel Fonlladosa : Mme Quentin
- 1986 : L'Été 36 d'Yves Robert
- 1987 : Les Cinq Dernières Minutes, épisode Mécomptes d'auteurs de Roger Pigaut : Madeleine
- 1988 : Mystères et bulles de gomme : Mamy Cathy.
- 1988 : La Garçonne d'Étienne Périer
- 1989 : Jeanne d'Arc, le pouvoir et l'innocence de Pierre Badel
- 1993 : Le canard à l'orange de William Douglas-Home, mise en scène Pierre Mondy et Alain Lionel, Théâtre Daunou
- 1999 : Marie-Tempête de Denis Malleval : Mamina
- 1999 : N'oublie pas que tu m'aimes de Jérôme Foulon
- 2002 : Père et maire, Catherine.
- 2002 : SOS 18, Mère Servin
- 2004 : Avocats et Associés de Valérie Guignabodet et Alain Krief
- 2005 : Adèle et Kamel de Vincent Monnet
- 2007 : Le Réveillon des bonnes de Michel Hassan, Marcelline.
- 2009 : Les Bleus premiers pas dans la police, saison 2 épisode 5
- 2010 : Commissaire Magellan, Marie France de Keyster
- 2011 : Deux flics sur les docks, épisode 1 (les anges brisés), Valérie Cartier

## Doublage

### Cinéma

#### Films
- Eleanor Parker dans :
  - Le Grand Secret (1952) : Lucey Tibbets
  - Fort Bravo (1953) : Carla Forester
  - La Vallée des rois (1954) : Ann Barclay Mercedes
  - Celui par qui le scandale arrive (1960) : Hannah Hunnicutt
  - La Mélodie du bonheur (1965) : la baronne Elsa Schraeder
  - L'Homme à la Ferrari (1967) : Esperia Vincenzini

- Kim Novak dans :
  - Picnic (1955) : Marjorie « Madge » Owens
  - Sueurs froides (1958) : Madeleine Elster / Judy Barton
  - Liaisons secrètes (1960) : Maggie Gault
  - L'Inquiétante Dame en noir (1962) : Carlyle Hardwicke
  - Embrasse-moi, idiot (1964) : Polly
  - Le Bison blanc (1977) : Poker Jenny Schermerhorn

- Judi Dench dans :
  - Un thé avec Mussolini (2000) : Arabella
  - Casino Royale (2006) : M
  - Quantum of Solace (2008) : M
  - J. Edgar (2011) : Anne Marie Hoover
  - Skyfall (2012) : M
  - 007 Spectre (2015) : M

- Maureen O'Hara dans :
  - À l'abordage (1952) : Prudence Stevens dite « La Rafale »
  - Madame de Coventry (1955) : Lady Godiva
  - La Fiancée de papa (1961) : Margaret « Maggie » McKendrick
  - M. Hobbs prend des vacances (1962) : Peggy Hobbs
  - La Montagne des neuf Spencer (1963) : Olivia Spencer

- Joan Collins dans :
  - Bravados (1958) : Josefa Velarde
  - La Brune brûlante (1958) : Angela Hoffa
  - Esther et le Roi (1960) : Esther
  - Astronautes malgré eux (1962) : Diane
  - L'Exécuteur (1970) : Sarah Booth

- Maggie Smith dans :
  - Hôtel international (1963) : Mlle Mead
  - Le Jeune Cassidy (1965) : Nora
  - Chauds, les millions (1968) : Patty Terwilliger Smith
  - Mort sur le Nil (1978) : Mlle Bowers
  - Le Choc des Titans (1981) : Thétis

- Anne Bancroft dans :
  - Frontière chinoise (1966) : Dr D.R. Cartwright
  - Les Griffes du lion (1972) : Lady Jennie Churchill
  - L'Odyssée du Hindenburg (1975) : la comtesse Ursula
  - Elephant Man (1980) : Mlle Madge Kendal
  - À armes égales (1997) : Sénatrice Lillian DeHaven

- Ava Gardner dans :
  - La Maja nue (1958) : la duchesse María Cayetana de Silva
  - La Nuit de l'iguane (1964) : Maxine Faulk
  - Juge et Hors-la-loi (1972) : Lillie Langtry
  - Le Pont de Cassandra (1976) : Nicole Dressler

- Ellen Burstyn dans :
  - Au revoir, Charlie (1964) : Franny Saltzmann
  - L'Exorciste (1973) : Chris MacNeil (1er doublage)
  - Alice n'est plus ici (1974) : Alice Hyatt
  - Requiem for a Dream (2001) : Sara Godfarb

- Claire Bloom dans :
  - Les Feux de la rampe (1952) : Thérèse Ambrouse (Terry)
  - La Maison du diable (1963) : Theodora
  - L'Homme tatoué (1969) : Felicia

- Dawn Addams dans :
  - Un roi à New York (1957) : Ann Kay
  - Sursis pour un vivant (1958) : Nadia Rakesy
  - La Tulipe noire (1964) : la marquise Catherine de Vigogne

- Sophia Loren dans :
  - La Diablesse en collant rose (1960) : Angela Rossini
  - Un scandale à la cour (1960) : la princesse Olympia
  - La Cible étoilée (1978) : Mara

- Janice Rule dans :
  - Alvarez Kelly (1966) : Liz Pickering
  - La Poursuite impitoyable (1966) : Emily Stewart
  - Femmes de médecins (1971) : Amy Brennan

- Dorothy McGuire dans :
  - Le Procès (1955) : Abbe Nyle
  - La Loi du Seigneur (1956) : Eliza Birdwell

- Barbara Rush dans :
  - Derrière le miroir (1956) : Lou Avery
  - Ce monde à part (1959) : Joan Dickinson

- Sabine Bethmann dans :
  - Le Tigre du Bengale (1959) : Irene Rhode
  - Le Tombeau hindou (1959) : Irene Rhode

- Capucine dans :
  - Le Grand Sam (1960) : Michelle « Angel » Bonnet
  - Guêpier pour trois abeilles (1966) : la princesse Dominique

- Barbara Shelley dans :
  - Le Village des damnés (1960) : Anthea Zellaby
  - Dracula, prince des ténèbres (1966) : Helen Kent

- Vera Miles dans :
  - L'Homme qui tua Liberty Valance (1962) : Alice Stoddard (1er doublage)
  - Trois fantômes à la plage (1967) : Kate Powell

- Moira Orfei dans :
  - Le Triomphe d'Hercule (1964) : Pasiphaé
  - La Révolte des prétoriens (1964) : Artamnès

- Louise Fletcher dans :
  - Vol au-dessus d'un nid de coucou (1975) : l'infirmière-chef Mildred Ratched
  - Brainstorm (1983) : la Dr Lillian Reynolds

- Lynn Redgrave dans :
  - Les Séducteurs (1980) : Lady Davina
  - Amours suspectes (2002) : Nola Fox

- Vanessa Redgrave dans :
  - Sursis pour l'orchestre (1980) : Fania Fénelon
  - Le Temps d'un été (2007) : Ann Grant Lord

- Angie Dickinson dans :
  - Le Point de non-retour (1967) : Chris
  - Un homme est mort (1972) : Jackie Kovacs

Mais aussi :
- 1935[21] : Bons pour le service : Lady Violet Ormsby (Anne Grey)
- 1936[21] : Le Roman de Marguerite Gautier : Marguerite Gautier (Greta Garbo)
- 1936[22] : Les Mondes futurs : Roxana / Rowena (Margaretta Scott)
- 1949 : Noblesse oblige : Edith d'Ascoyne (Valerie Hobson)
- 1952 : La Première Sirène : Annette Kellerman (Esther Williams)
- 1952 : Le Prisonnier de Zenda : Antoinette de Mauban (Jane Greer)
- 1953 : Embrasse-moi, chérie : Bianca (Ann Miller)
- 1953 : Tous en scène : Lily Marton (Nanette Fabray)
- 1954 : La Révolte des Cipayes : Vivian (Arlene Dahl)
- 1954 : La Comtesse aux pieds nus : Eleanora Torlato-Favrini (Valentina Cortese)
- 1954 : Le Beau Brummel : Mme Maria Anne Fitzherbert (Rosemary Harris)
- 1955 : La Muraille d'or : Amanda (Jane Russell)
- 1955 : Graine de violence : Lois Judy Hammond (Margaret Hayes)
- 1956 : Le Chevalier Lancelot : la reine Guenièvre (Jane Hyton)
- 1956 : Deux rouquines dans la bagarre : June Lyons (Rhonda Fleming)
- 1956 : La Cinquième Victime : Mildred Donner (Ida Lupino)
- 1956 : L'Énigmatique Monsieur D : Dominique Danemore (Genevieve Page)
- 1956 : L'Espion de la dernière chance : Inge Hagen (Claude Farell)
- 1957 : Frankenstein s'est échappé : Elizabeth (Hazel Court)
- 1957 : Libre comme le vent : Joan Blake (Julie London)
- 1957 : La Femme modèle : Marilla Brown Hagen (Lauren Bacall)
- 1957 : Quand passent les cigognes : Veronika (Tatiana Samoïlova)
- 1957 : Le Faux Coupable : Betty Todd (Norma Connolly)
- 1957 : Meurtres sur la dixième avenue : Madge Pitts (Jan Sterling)
- 1957 : Demain ce seront des hommes : Peonie alias « Rosebud » (Julie Wilson)
- 1958 : Caltiki, le monstre immortel : Linda (Daniela Rocca)
- 1958 : L'Étoile brisée : Tessa Milotte (Gia Scala)
- 1958 : 10, rue Frederick : Kate Drummond (Suzy Parker)
- 1959 : Le Chien des Baskerville : Cecile (Marla Landi)
- 1959 : Certains l'aiment chaud : Dolores (Beverly Wills)
- 1959 : Les Derniers Jours de Pompéi : Julia (Anne-Marie Baumann)
- 1959 : David et Goliath : Merab (Eleonora Rossi Drago)
- 1959 : La Malédiction des pharaons : Isabelle Banning / la princesse Ananka (Yvonne Furneaux)
- 1959 : Les 39 Marches : Fisher (Taina Elg)
- 1959 : Au risque de se perdre : mère Mathilde (Peggy Ashcroft)
- 1960 : Elmer Gantry le charlatan : sœur Sharon Falconer (Jean Simmons)
- 1960 : Robin des Bois et les pirates : Lizbeth Brooks (Rosanna Rory)
- 1960 : La Longue Nuit de 43 : Anna Barilari (Belinda Lee)
- 1961 : Scotland Yard contre X : Nicole Brent (Haya Harareet)
- 1961 : Le Temps du ghetto : [Qui ?]
- 1961 : La Fièvre dans le sang : Miss Metclaf (Martine Bartlett)
- 1961 : Romulus et Rémus : Tarpeia (Ornella Vanoni)
- 1961 : Le Secret de Monte-Cristo : Lucetta Di Maria (Gianna Maria Canale)
- 1961 : Barabbas : Rachel (Silvana Mangano)
- 1962 : James Bond 007 contre Dr No : Sylvia Trench (Eunice Gayson)
- 1962 : Châteaux et rivières (court-métrage) : [Qui ?]
- 1962 : De notre temps (court-métrage) : [Qui ?]
- 1962 : Trahison sur commande : Hulda Windler (Ingrid van Bergen)
- 1962 : Lolita : Jean Farlow (Diana Decker)
- 1962 : Les Quatre Cavaliers de l'Apocalypse : Marguerite Laurier (Ingrid Thulin)
- 1962 : Un crime dans la tête : Rosie (Janet Leigh)
- 1962 : Le Mercenaire : Orietta Arconti (Sylva Koscina)
- 1963 : Le Bestiaire d'amour (documentaire) : voix
- 1963 : Cléopâtre : Calpurnia (Gwen Watford)
- 1963 : Oui ou non avant le mariage ? : Dr Irene Wilson (Edie Adams)
- 1963 : Pousse-toi, chérie : Bianca Steele Arden (Polly Bergen)
- 1964 : Le Justicier du Minnesota : Estella (Ethel Rojo)
- 1964 : Le Signe de Zorro : (Gaby Andreu)
- 1964 : La Baie aux émeraudes : tante Frances Ferris (Joan Greenwood)
- 1964 : Deux copines, un séducteur : Mrs. Avis Gilbert (Phyllis Thaxter)
- 1965 : La Tombe de Ligeia : Lady Ligeia Fell / Lady Rowena Trevanion (Elizabeth Sheperd)
- 1965 : Le Chevalier des sables : Claire Hewitt (Eva Marie Saint)
- 1965 : Le Docteur Jivago : Larissa « Lara » Antipova (Julie Christie)
- 1965 : Super 7 appelle le Sphinx : Tania (Dina De Santis)
- 1965 : Les Dix Petits Indiens : Ann Clyde (Shirley Eaton)
- 1965 : Ligne rouge 7000 : Holly McGregor (Gail Hire)
- 1966 : Coplan ouvre le feu à Mexico : la comtesse Zinnenbahn (Sabine Sun)
- 1966 : Opération Opium : l'entraîneuse du night-club (Senta Berger)
- 1966 : Le Mystère des treize : Catherine de Montfaucon (Deborah Kerr)
- 1966 : Grand Prix : Louise Frederickson (Eva Marie Saint)
- 1966 : Batman : Catwoman (Lee Meriwether)
- 1966 : La Planque : la mère supérieure (Brigitte Horney)
- 1967 : La Reine des Vikings : Béatrice (Adrienne Corri)
- 1967 : Le Pirate du roi (The King's Pirate) : Jessica Stephens (Jill St John)
- 1967 : F comme Flint : Elisabeth (Anna Lee)
- 1968 : Shalako : Elena Clarke (Valerie French)
- 1968 : Police sur la ville : Tricia Bentley (Susan Clark)
- 1968 : Roméo et Juliette : Dame Capulet (Natasha Parry)
- 1968 : Funny Girl : Georgia James (Anne Francis)
- 1968 : Espions en hélicoptère : Azalea (Lola Albright)
- 1968 : Les Souliers de saint Pierre : Dr Ruth Faber (Barbara Jefford)
- 1969 : Un homme fait la loi : Polly (Marie Windsor)
- 1969 : Pendulum, la Nuit sans témoin : Wilma Elliot (Phyllis Hill)
- 1970 : La Fiancée du vampire : Elizabeth Collins Stoddard (Joan Bennett)
- 1970 : Cinq pièces faciles : Partita Dupea (Lois Smith)
- 1970 : Bloody Mama : Kate Barker (Shelley Winters)
- 1971 : Terreur aveugle : Betty Rexton (Dorothy Alison)
- 1971 : Klute : Holly Gruneman (Betty Murray)
- 1971 : Satan, mon amour : la femme écrivain (Lilyan Chauvin)
- 1973 : Ne vous retournez pas : Mandy Babbage (Ann Rye)
- 1973 : Le Shérif ne pardonne pas : Katharine Kilpatrick (Kelly Jean Peters)
- 1974 : L'Homme du clan : Trixie (Luciana Paluzzi)
- 1975 : Mahogany : Mme Evans (Nina Foch)
- 1975 : La Baby-Sitter : Lotte (Nadja Tiller)
- 1976 : La Malédiction : Mme Baylock (Billie Whitelaw)
- 1976 : Une étoile est née : Freddie (Joanne Linville)
- 1976 : Cadavres exquis : Mme Nocio (Anna Proclemer)
- 1978 : Furie : Hester (Carrie Snodgress)
- 1979 : Quintet : Deuca (Nina van Pallandt (en))
- 1979 : Le Champion : Josie (Mary Jo Catlett)
- 1980 : Shining : La docteresse (Anne Jackson)
- 1980 : Les Loups de haute mer : le Premier Ministre (Faith Brook)
- 1983 : Le Justicier de minuit : Mme Byrd (Barbara Pilavin)
- 1984 : Gremlins : Mme Ruby Deagle (Polly Holliday)
- 1985 : Cocoon : Bess McCarthy / Selwyn (Gwen Verdon)
- 1987 : La Gagne : Dorothy Cullen (Meg Hogarth)
- 1988 : Une autre femme : Marion Post (Gena Rowlands)
- 1990 : Les Arnaqueurs : Lilly Dillon (Anjelica Huston)
- 1990 : Le Parrain 3 : Connie Corleone (Talia Shire)
- 1991 : Talons aiguilles : Becky del Paramo (Marisa Paredes)
- 1995 : Traque sur Internet : Mme Bennett (Diane Baker)

### Télévision

#### Téléfilms
- 1973 : Chantage à Washington : Gail Abbott (Barbara Bain)
- 1973 : La Disparition : Jean Mitchell (Cloris Leachman)
- 1995 : Zoya : Les Chemins du destin : Evgenia (Diana Rigg)

#### Séries télévisées
- 1973 : La Disparition : Jean Mitchell (Cloris Leachman)
- 1976 : Moi Claude empereur : Livie (Siân Phillips) (1re voix)
- 1977 : Jésus de Nazareth : Hérodiade (Valentina Cortese)
- 1987 : Les Roses rouges de l'espoir : Harriet Osborne (Sharon Wyatt)
- 1988 : Les Douze Salopards : Mission fatale : Yelena Petrovic (Natalija Nogulich)
- 2008 : New York, unité spéciale : Bernadette Stabler (Ellen Burstyn)

## Théâtre
- 1946 : Hamlet de William Shakespeare, mise en scène Jean-Louis Barrault, théâtre Marigny - La Reine comédienne
- 1947 : L'Empereur de Chine de Jean-Pierre Aumont, mise en scène Marcel Herrand, théâtre des Mathurins
- 1949 : La Demoiselle de petite vertu de Marcel Achard, mise en scène Claude Sainval, Comédie des Champs-Élysées
- 1951 : Victor de Henri Bernstein, mise en scène de l'auteur, théâtre des Ambassadeurs
- 1951 : Les Vignes du seigneur de Robert de Flers et Francis de Croisset, mise en scène Pierre Dux, théâtre de Paris
- 1952 : La Duchesse d'Algues de Peter Blackmore, mise en scène Christian-Gérard, théâtre Michel - Isabelle Lambert
- 1953 : Treize à table de Marc-Gilbert Sauvajon, mise en scène de l'auteur, théâtre des Capucines
- 1954 : L'Homme qui était venu pour diner de George Kaufman & Moss Hart, mise en scène Fernand Ledoux, théâtre Antoine
- 1955 : L'Homme qui se donnait la comédie d'Emlyn Williams, mise en scène Daniel Gélin, théâtre des Célestins
- 1957 : Virginie de Michel André, mise en scène Christian-Gérard, théâtre Michel
- 1959 : Les Écrivains de Michel de Saint Pierre et Pierre de Calan, mise en scène Raymond Gérôme, théâtre des Mathurins
- 1960 : Tueur sans gages d'Eugène Ionesco, mise en scène José Quaglio, théâtre des Mathurins - Dany
- 1960 : Le Comportement des époux Bredburry de François Billetdoux, mise en scène de l'auteur, théâtre des Mathurins
- 1962 : Adorable Julia de Marc-Gilbert Sauvajon et Guy Bolton d'après Somerset Maugham, théâtre Sarah-Bernhardt
- 1964 : Le temps viendra de Romain Rolland, mise en scène Guy Kayat, théâtre Romain-Rolland, Villejuif
- 1965 : Hamlet de William Shakespeare, mise en scène Georges Wilson, TNP théâtre de Chaillot, Festival d'Avignon
- 1965 : Le temps viendra de Romain Rolland, mise en scène Guy Kayat, théâtre Récamier
- 1965 : Le Hasard du coin du feu de Crébillon fils, mise en scène Jean Vilar, théâtre de l'Athénée
- 1969 : Échec et meurtre de Robert Lamoureux, mise en scène Jean Piat, théâtre des Ambassadeurs
- 1971 : Don Juan ou l'Amour de la géométrie de Max Frisch, mise en scène Jo Tréhard, Théâtre municipal de Cherbourg, théâtre de Nice
- 1972 : Victor ou les Enfants au pouvoir de Roger Vitrac, mise en scène Jean Bouchaud, Comédie de Caen
- 1975 : La Guerre des Demoiselles de Guy Vassal, mise en scène de l'auteur, Festival théâtral d'Albi, Festival d'Aigues-Mortes, Festival de la cité à Carcassonne
- 1982 : Les Possédés de Fiodor Dostoïevski, mise en scène Denis Llorca, Centre théâtral de Franche-Comté, Festival d'Avignon, nouveau théâtre de Nice
- 1983 : Top Girls de Caryl Churchill, mise en scène Isabelle Famchon, théâtre La Bruyère
- 1986 : L'Idiot d'après Fiodor Dostoïevski, mise en scène Jacques Mauclair, théâtre Mouffetard
- 1987 : L'Idiot d'après Fiodor Dostoïevski, mise en scène Jacques Mauclair, théâtre des Mathurins
- 1988 : Électre de Jean Giraudoux, mise en scène Odile Mallet et Geneviève Brunet, Festival de Bellac
- 1993 : Le Canard à l'orange de William Douglas-Home, mise en scène de Pierre Mondy et Alain Lionel, avec Michel Roux et Alain Lionel, théâtre Daunou (disp. en DVD)
- Le Bourgeois gentilhomme de Molière, mise en scène Jérôme Savary, Carrefour européen du théâtre, théâtre de Chaillot
- La Maison de Bernarda Alba de Garcia Lorca, mise en scène Francis Sourbie
- Une des dernières soirées de carnaval de Carlo Goldoni, mise en scène Jean-Claude Penchenat
- Alienor, mise en scène Francis Sourbie
- Le Vieux Tracassier de Carlo Goldoni, mise en scène Franck Berthier
- La Tempête de William Shakespeare, adaptation de Romain Weingarten, mise en scène Jean-Luc Revol
- 2000 : Rodogune de Corneille, mise en scène Francis Sourbie, Vingtième Théâtre
- 2001 : Le Songe d’August Strindberg, mise en scène Franck Berthier, texte d’August Strindberg, adaptation théâtrale de Nadine Alari[23]
- Tchekhof intime, mise en scène Franck Berthier
- Ivanov d’Anton Tchekhov, mise en scène de Franck Berthier
- 2012 : Les Apparents de Nadine Alari, mise en scène de Franck Berthier, au théâtre Le Petit Louvre à Avignon[11],[12]

## Publications
- Sior Todero Brontolon ou le Vieux Tracassier, Carlo Goldoni (1707-1793) ; texte français et notes de Nadine Alari ; introd. de Ginette Herry, Saulxures, Circé, 1996 (ISBN 2-84242-003-9) (BNF 35865345)[24]
- Les Apparents (2012), pièce de théâtre[11]. Une histoire de vie, d'amour, de trahison et d'abandon, qui donne à penser qu'il n'y a pas une vérité mais que chacun porte en lui, la sienne propre. « La vérité pose de nouvelles questions... chaque existence est une énigme dont on ne peut saisir que quelques fragments. » - Nadine Alari

## Enregistrements sonores
Nadine Alari participe, entre 1960 et 1962, à cinq enregistrements sonores gravés sur microsillon 45 ou 33 tours.
- Hans le petit soldat : conte folklorique dialogué par Muse Dalbray ; François Périer (Hans), Nadine Alari (Berthilde), Muse Dalbray (Gretzel), Tristan Sévère (Le roi). Publication : S.l. : s.n., 1960 (DL). Description matérielle : 1 disque : 33 t ; 25 cm. Référence commerciale : Collection : Contes du monde entier, Allemagne.
- Les Nouvelles Aventures de Jim la jungle : d'après Paul Norris, Don Moore ; réalisation : Abder Isker, adaptation Jean Calvet ; avec Albert Medina, Jean Mauvais, Nadine Alari, Yves Furet, Edmond Tamiz, Georges Nubert. Publication : S.l. : s.n., 1960 (DL). Description matérielle : 1 disque : 33 t ; 25 cm. Référence commerciale : Barclay.
- Lancelot du Lac : René Arrieu (Lancelot), Serge Nadaud (Merlin), Raymond Loyer (le roi Arthur), Nadine Alari (la reine Guenièvre), Christian Denhez (Bertrand). Publication : S.l. : s.n., 1961 (DL). Description matérielle : 1 disque : 45 t ; 17 cm. Référence commerciale : RCA[25].
- L'Odyssée / Homère : Adaptation et dialogues de Muse Dalbray ; Musique et orchestre : Pierre Guillermin ; François Périer, Nadine Alari, Raymond Destac (Tristan Sévère), Bernard Dhéran. Publication : S.l. : s.n., 1961 (DL). Description matérielle : 1 disque : 33 t ; 25 cm. Référence commerciale : Pathé (livre-disque)[26].
- Lancelot du Lac : Lancelot et le dragon bleu (2e épisode), Marcel Dabadie, François Llenas, Claude Ales, René Arrieu, Serge Nadaud, Nadine Alari, Raymond Loyer. Publication : S.l. : s.n., 1962 (DL). Description matérielle : 1 disque : 45 t ; 17 cm. Référence commerciale : RCA[27]

Elle participe également à l'élaboration d'un disque 33 tours vinyle aux éditions La ronde des enfants - initiation à la musique, antérieur à ces publications, ayant pour titre : A la recherche de la sonate (Mozart Vivaldi), en collaboration avec Marie-Rose Clouzot,.

## Distinctions
- 1951 : lauréate du prix Suzanne-Bianchetti en 1951
- 2005 : prix de la meilleure interprétation féminine pour Adèle et Kamel au Festival de la fiction TV de Saint-Tropez